# 아띠윗 쩬와타나논
아띠윗 "재즈" 쩬와타나논(태국어: อติวิชญ์ "แจ๊ส" เจนวัฒนานนท์, 1995년 11월 26일 ~ )은 태국의 프로 골프 선수이다. 방콕 출신으로, 2010년 이래 유러피언 투어, 그리고 현 아시안 투어에서 활약하고 있다.